# سان بونو
سان بونو (بالإيطالية: San Buono)‏ هي بلدية في مقاطعة كييتي في إقليم أبروتسو الإيطالي.

## السكان
في سنة 1861 بلغ عدد السكان 2٬918 نسمة، وتطور العدد ليصل في سنة 2011 لـ 1٬020 نسمة.
يظهر هذا المخطط البياني تطور النمو السكاني لـ سان بونو